# Kishódos
Kishódos là một thị trấn thuộc hạt Szabolcs-Szatmár-Bereg, Hungary. Thị trấn này có diện tích 8,92 km², dân số năm 2010 là 99 người, mật độ 11 người/km².